# Лубенский хлебозавод
Лубенский хлебозавод (укр. Лубенський хлібозавод) — предприятие пищевой промышленности в городе Лубны Полтавской области.

## История
Предприятие было построено в соответствии с восьмым пятилетним планом развития народного хозяйства СССР и в 1970 году введено в эксплуатацию под наименованием Лубенский хлебокомбинат, в дальнейшем было переименовано в Лубенский хлебозавод. В советское время завод входил в число ведущих предприятий города.
После провозглашения независимости Украины завод перешёл в ведение государственного комитета пищевой промышленности Украины.
В июле 1995 года Кабинет министров Украины утвердил решение о приватизации завода в течение 1995 года, после чего государственное предприятие было преобразовано в открытое акционерное общество, в дальнейшем стало частным предприятием.
Экономический кризис 2008 года и повышение цен на энергоносители несколько осложнили положение завода. Тем не менее, по состоянию на 2011 год, хлебозавод входил в число крупнейших действующих предприятий города, в это время его производственные мощности составляли шесть хлебопекарных печей, которые обеспечивали возможность производства 5-6 тонн хлеба различных сортов и около 1 тонны хлебобулочных изделий в сутки.
В июне 2012 года хлебозаводы Полтавской области (в том числе, Лубенский хлебозавод) подписали меморандум о сотрудничестве с Полтавской областной государственной администрацией, в соответствии с которым устанавливается единый механизм формирования цен на хлеб на территории Полтавской области.
Весной 2014 года хозяйственное положение предприятия осложнилось в связи с осложнением экономической ситуации в стране, ростом цен на зерно и усилением конкуренции с предприятиями Черкасс и Полтавы.

## Современное состояние
Хлебозавод производит 250 наименований продукции (формовой и подовый хлеб, батоны, хлебобулочные изделия, сухари, печенье, пряники, сушки), при этом 90% объёма продукции составляют социально-значимые сорта хлеба, которые реализуются в городе Лубны, Лубенском, Оржицком и Чернухинском районах Полтавской области.